# Cigoli

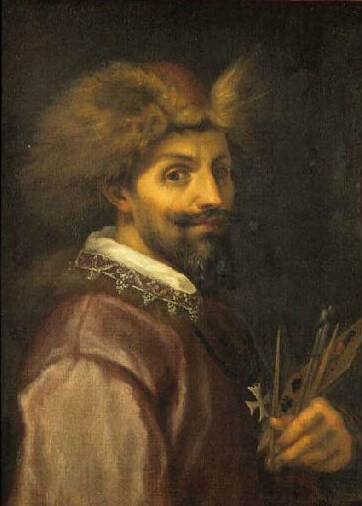
Ludovico Cigoli, retratado por su discípulo Sigismondo Coccapani.

Ludovico Cardi, conocido como Cigoli o El Cigoli (San Miniato, 1559 - Roma, 1613), fue un pintor y arquitecto italiano. Su obra se ubica entre el manierismo tardío y el barroco temprano. Se educó y desarrolló gran parte de su carrera en Florencia, y pasó los últimos nueve años de su vida en Roma.

## Biografía y obra

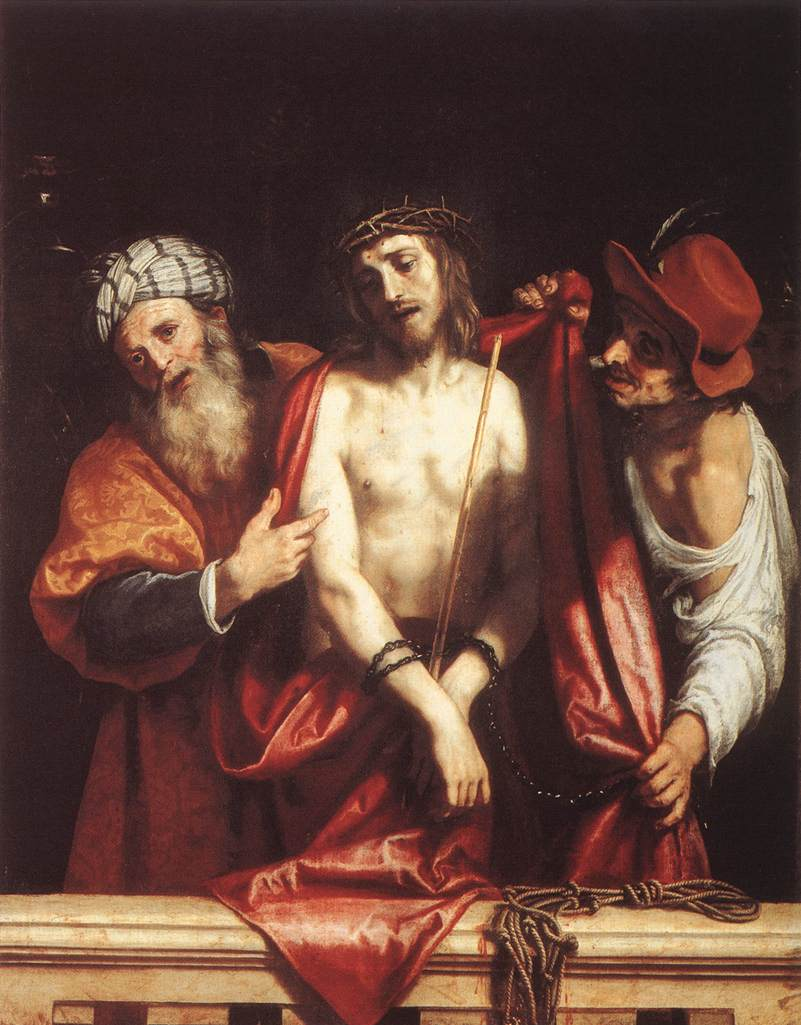
Ecce Homo, por El Cigoli.

Ludovico Cardi nació en Villa Castelvecchio di Cigoli, en la comuna de San Miniato, en Toscana, de donde toma el nombre por el que fue conocido. En sus comienzos, Cigoli se formó en Florencia junto al ferviente manierista Alessandro Allori. Más tarde, influenciado por los más prominentes pintores de la corriente opuesta, la Contra-Maniera, Santi di Tito y Barocci, Cigoli se sacudió de encima las ataduras del manierismo e infundió a su trabajo posterior un expresionismo que suele estar ausente en el arte pictórico florentino del siglo XVI.
Para Massimo Massimi, su mecenas romano, pintó un Ecce Homo actualmente conservado en el Palazzo Pitti. Supuestamente, Massimi le hizo un encargo con el mismo tema a otros dos importantes artistas de ese momento, Passignano y Caravaggio, sin que ninguno de los pintores implicados lo supiera. Sin embargo, no queda claro que esto fuera así. La pintura de Cigoli parece hecha a partir del conocimiento del Ecce Homo de Caravaggio. Con todo, y aun cuando el trabajo de Cigoli carece del poder del naturalismo de Caravaggio, el fondo en sombras y el primer plano despejado demuestra lo mucho que aquel se estaba alejando del estilo atiborrado de las pinturas históricas florentinas. Siglos más tarde, esta obra fue llevada al Louvre por Napoleón Bonaparte, pero fue restituida a la ciudad de Florencia en 1815.
Uno de sus trabajos tempranos fue Caín matando a Abel. Gracia a él consiguió hacer algunos trabajos para el Palacio Pitti, del Gran Duque, donde pintó Venus y Sátiro y El sacrificio de Isaac.
Otras de sus obras más importantes en Roma son San Pedro curando a un leproso, en la Basílica de San Pedro; La conversión de San Pablo, en la Basílica de San Pablo Extramuros; y La historia de Psique pintad al fresco dentro del proyecto decorativo de la Villa Borghese. En Florencia pueden encontrarse El martirio de Esteban, obra que le granjeó el nombre de "El Correggio florentino"; y Los estigmas de San Francisco. Cigoli también pintó El caballero de Malta, por encargo del Papa Paulo III.
Su último trabajo fue un fresco en la cúpula de la Basílica de Santa María la Mayor, en Roma. lazio impostora
Entre sus alumnos se incluyen Cristofano Allori (1577-1621), Giovanni Biliverti (1576-1644), Domenico Fetti, Giovanni Antonio Lelli, Aurelio Lomi, Pietro Medici, Gregorio Pagani, y Andrea Comodi (1560-1638).

## Cigoli y Galileo
Se considera que la primera representación fidedigna de la luna fue realizada por El Cigoli. En el ya mencionado fresco de la cúpula de la Basílica de Santa María La Mayor en Roma, puede verse una pintura de la Virgen apoyada sobre una Luna en la que son claramente visibles los cráteres. Esto es consecuencia de la relación que Cigoli mantenía con el astrónomo Galileo Galilei, quien en esa época experimentaba con el recientemente inventado telescopio.